# Don's Plum
Don's Plum je americký hraný film, jehož režisérem byl R. D. Robb. Hrají v něm Leonardo DiCaprio, Kevin Connolly, Tobey Maguire, Scott Bloom, Jenny Lewis a další. Natočen byl v letech 1995 až 1996. Roku 1998 byli DiCaprio a Maguire zažalování producentem Davidem Stutmanem, neboť údajně „provedli podvodnou a donucovací kampaň k zabránění vydání filmu“. Následně bylo zakázáno uvedení snímku ve Spojených státech amerických a Kanadě. Roku 2001 měl snímek premiéru v Berlíně. Druhý producent Dale Wheatley později založil internetovou stránku freedonsplum.com, na níž snímek obhajuje. Původně zde byl i odkaz na video s filmem, který byl však po upozornění zástupců DiCapria a Maguirea roku 2016 odstraněn. Jde o černobílý film.